# Людовик XII
Людо́вик XII (фр. Louis XII), по прозвищу Отец народа (фр. le Père du peuple; 27 июня 1462, Замок Блуа — 1 января 1515, Турнельский дворец) — король Франции с 7 апреля 1498 года из орлеанской ветви династии Валуа, сын герцога Карла Орлеанского. Основными событиями его правления были войны, которые Франция вела на территории Италии.

## До вступления на престол
Живой и весёлый от природы, Людовик сражался на турнирах, ездил на охоту, любил пировать и в молодости не интересовался политикой.
Людовик был женат на Жанне, дочери короля Людовика XI. Когда последний умер, Людовик явился опасным соперником для Анны де Божё, регента Франции при своём малолетнем брате, Карле VIII, и старшей сестры жены Людовика. Руководителем противостоявшей Анне орлеанской партии был граф Дюнуа. При помощи государственных чинов орлеанская партия надеялась отнять власть у Анны, но это не удалось. Вскоре, однако, образовалась новая коалиция: Людовик Орлеанский, герцоги Бретонский и Лотарингский, Ален д’Альбре и другие. Целью союза выставлялось освобождение короля из рук дурных советников (Анны). Началась «Безумная война» коалиции против короны. В битве при Сент-Обен-дю-Кормье в 1488 году инсургенты были разбиты, а Людовик взят в плен и посажен в темницу в Бурже. Через три года Людовик был освобождён благодаря просьбам своей жены.

## Начало царствования. Популярные реформы
После Карла VIII, умершего бездетным, Людовик беспрепятственно вступил на престол и ко всем своим прежним врагам отнёсся милостиво, забыв нанесённые ему оскорбления («Король Франции, — говорил Людовик, — забыл обиды герцога Орлеанского», фр. Le roi de France a oublié les injures du duc d’Orléans).
Желая удержать за Францией Бретань, Людовик женился на Анне Бретонской, вдове Карла VIII (с первой женой, некрасивой Жанной, Людовик развёлся с разрешения папы Александра VI).
Многие политические решения Людовик принимал под влиянием окружавших его советников, особенно Жоржа Амбуаза. В начале царствования он облегчил налоги, заботился об улучшении судопроизводства. В марте 1499 года в Блуа были собраны нотабли для выработки правил судебного процесса. Людовик урегулировал отношения между крестьянами и владельцами, определив точнее феодальные повинности первых. За судебные реформы, великодушие и сердечность его называли «отцом народа».

## Итальянские войны

### Первые успехи
Будучи внуком Валентины Висконти, Людовик предъявил притязания на герцогство Миланское, продолжая по примеру Карла VIII думать и о завоевании Неаполитанского королевства. На его стороне были папа, французское дворянство, Генрих VII Английский и император Максимилиан.
С опытными полководцами Людовик двинулся в Италию, перешёл через Альпы (июль 1499) и 14 сентября взял Милан. Миланский герцог Лодовико Моро бежал. Бесчинства французов вызвали массовое недовольство в городе и подготовили почву для его возвращения. Два месяца спустя Лодовико сумел выбить французов из Милана, но весной 1500 года был разбит под Новарой и вскоре предан своими швейцарскими наёмниками, которые выдали его французам. Избавившись от опасного соперника, король Франции получил возможность продолжать завоевания в Италии.
В 1500 году Людовик заключил в Гранаде союз с Фердинандом Арагонским, разделив с ним Неаполитанское королевство. Король неаполитанский Федериго был взят в плен (1501); Людовик получил Абруццо и Кампанию.

### Французско-испанская война
Правителем «своей» части Неаполитанского королевства Людовик назначил Арманьяка, который поспорил из-за двух областей с Гонсальво Фернандесом, испанским полководцем. Началась война между Францией и Испанией на итальянской территории. Гонсальво одержал победу над французами и швейцарским наёмным войском при Чериньоле (1503); другой испанский полководец Андрада разбил французское войско при Семинаре. Сам Людовик был разбит при Гарильяно и заключил с Изабеллой и Фердинандом договор, по которому отказался от притязаний на Неаполь (1504).
Предпосылки и детали Второй итальянской войны (1499—1504) подробно изложил в своих «Хрониках Людовика XII» придворный капеллан и историограф короля Франции Жан д’Отон, сопровождавший его во всех походах с 1499 по 1507 год.

### Борьба с Венецией и папством
В 1506 году за снижение земельного налога тальи на заседании Генеральных штатов в Туре Людовик торжественно объявлен был «отцом народа» (фр. Père du Peuple).
Заботы свои он направил теперь к поддержанию и расширению своего владычества в Северной Италии, усмирил Геную (1507) и присоединился к Камбрейской лиге против Венеции (император Максимилиан, папа Юлий II, Фердинанд Арагонский; 1509). Юлий II, желая вытеснить французов из Италии, отделился от Людовика и заключил против Франции «священную лигу». Созванный Людовиком в Туре (1510) собор духовенства решил охранять права галликанской церкви, дозволил королю отражать нападения папы и одобрил намерение Людовика созвать вселенский собор в Пизе.

### Крах планов Людовика
С 1512 года война в Италии принимает оборот неблагоприятный для Людовика: войска его терпят поражения, Милан ускользает из его рук, герцогом миланским провозглашён Массимилиано Сфорца. В 1513 году французские войска потерпели тяжёлые поражения при Новаре и Гингате. Казна французская опустела. После долгих переговоров Людовик заключил мир в августе 1514 года с королями английским и испанским.
Умер 1 января 1515 года, по общему мнению от «излишних стараний в спальне» в попытках получить наследника, незадолго до смерти в третий раз женившись на Марии Тюдор, дочери Генриха VII (Анна Бретонская умерла в 1514 году). Людовик не оставил сыновей; его преемником стал двоюродный племянник и зять — Франциск I, граф Ангулемский.

## Семья и дети
- 1-я жена: (8 сентября 1476) Жанна де Валуа (1464—1505), принцесса Французская, дочь короля Людовика XI и Шарлотты Савойской. Брак был аннулирован 22 декабря 1498 г. как бесплодный.
- 2-я жена: (8 января 1499) Анна Бретонская (1477—1514), дочь Франциска II, герцога Бретани, и Маргариты де Фуа. Имели двух дочерей и ещё несколько детей, умерших в младенчестве:

1. Клод Французская (1499—1524), герцогиня Бретани и Берри; муж (с 18 мая 1514) Франциск I (1494—1547), граф Ангулемский, затем король Франции.
2. Сын умерший при рождении (1500).
3. Франциск (1503).
4. Выкидыши (с 1505 до 1509).
5. Рене Орлеанская (1510—1575), герцогиня Шартрская, известная в Италии под именем Ренаты Французской; муж (с 20 июля 1527) Эрколе II д'Эсте (1508—1559), герцог Феррары, Модены и Реджио.
6. Сын (1512).

- Клод
- Рене

- 3-я жена: (9 октября 1514) Мария Тюдор (1496—1533), принцесса Английская, дочь короля Генриха VII и Елизаветы Йоркской.

## Образ в культуре

### В кино
- 1971 — сериал «Квентин Дорвард» (Франция, ФРГ), в роли снимался Дени Савинья[5].
- 1971 — телефильм «Жизнь Леонардо да Винчи» (Италия, Испания). В роли снимался Кристиан де Тилльер[6].
- 1981 — телефильм «Борджиа» (Великобритания). Роль исполняет Ив Бенейтон[6].
- 1988 — «Без страха и упрёка» (Франция), в роли будущего короля был Мартен Ламотт[6]
- 2011 — «Людовик XI, расколотая власть» (Франция), в роли снимался Брюно Дебрандт[6]
- 2011—13 — сериал «Борджиа» (Канада, Венгрия, Ирландия), роль исполнил Серж Азанависьюс[6]
- 2011—14 — сериал «Борджиа» (Франция, Германия, Чехия, Италия), в роли снимался Джозеф Битти[6]
- 2011—14— сериал «Изабелла» (Испания), в роли снимался Борха Луна[7]
- 2017 — «Никколо Макиавелли – принц политики» (Италия), в роли снимался Франческо Грифони[6]

## В филателии
Людовик XII изображён на почтовой марке Монако 1962 года.